# Eddie House
Eddie House (ur. 14 maja 1978 w Berkeley) – amerykański koszykarz grający na pozycji obrońcy.
Ukończył college Arizona State University, gdzie w latach 1996–2000 grał w drużynie uczelnianej Arizona State Sun Devils. Wybrany z numerem 37. w drafcie w roku 2000 przez Miami Heat, gdzie grał przez trzy sezony. W następnych sezonach reprezentował zespoły Los Angeles Clippers, Charlotte Bobcats, Sacramento Kings, Phoenix Suns i New Jersey Nets, aż przed sezonem 2007/2008 trafił do Boston Celtics, wraz z którymi zdobył mistrzostwo NBA w 2008 roku. W Celtics grał przez niecałe trzy sezony, w drugiej połowie sezonu 2009/2010 występował w New York Knicks. Po zakończeniu sezonu, w lipcu 2010 roku podpisał dwuletni kontrakt z Miami Heat.